# Ali al-Hadi
‘Alī ibn Muhammad ibn ‘Alī (en árabe: أبو الحسن علي بن محمد‎, Abū l-Hasan ʿAlī ibn Muḥammad) (Medina, 10 de marzo de 828 – Samarra, 2 de julio del 868), conocido como Ali al-Hadi o Alí an-Naqí (en árabe علي النقي, ʿAlī an-Naqī o علي الهادي, ʿAlī al-Hadi), fue el décimo imán de los chiíes imamíes, hijo y sucesor del noveno imán Muhammad ibn Alí ar-Rida y antecesor de su hijo Hasan al-Askari. Después del martirio de su padre Muhammad ibn Alí asume la responsabilidad del liderazgo de los musulmanes durante 33 años.
Según los chiitas, al-Hadi se convirtió en un Imam cuando era niño. La tendencia de los califas abasíes antes de Mutawákkil (Mu'tasim y Wáthiq) a los mu'tazilitas proporcionó una ambiente política e intelectual relativamente libre para que Hadi trabajara y enseñara en Medina.
Con la llegada al poder de Mutawákkil y el énfasis en el papel de Ahl al-Hadiz, el campo de actividad se volvió muy estrecho para al-Hadi y sus chiitas. Fue entonces cuando algunos acusaron a al-Hadi de rebelión e incitaron a Mutawákkil a convocarlo a su capital, Samarra, para vigilarlo de cerca en esta ciudad militar.
En Samarra al-Hadi tuvo que escribir cartas para comunicarse con sus chiitas. Estas cartas fueron enviadas a abogados que al-Hadi había empleado en varios países para administrar los asuntos de chiitas, incluida la recepción de Jums. Uno de los más importantes de abogados fue 'Uthman ibn Sa'id, quien más tarde se hizo conocido como el primer representante del duodécimo imam de los chiitas.
En Samarra, Mutawákkil solía sospechar y acosar a Hadi en varias ocasiones. Después de Mutawákkil, Muntásir y Musta'in gobernaron por un corto tiempo, poniendo relativamente menos presión sobre Hadi. Finalmente, Mu'tazz, según los chiitas, ordenó el envenenamiento de Hadi. Durante el funeral de Hadi debido a la multitud, su ataúd fue devuelto a su casa y enterrado allí, Donde su hijo, Hassan al-Askari, fue enterrado más tarde junto a él y fue nombrado "Santuario de Askariyain".

## Descendencia
Su padre fue Mohammad al-Yawad, el noveno imán de los chiitas. Mohammad al-Yavad fue el único hijo de Ali ibn Musa al-Reza, por esta razón sus contemporáneos lo nombraron Ibn al-Reza. En una narración atribuida a Ali ibn Musa al-Reza, la buena noticia del nacimiento de Muhammad al-Yawad ha sido dada por el Profeta del Islam como "el niño que emergerá de las mejores esclavas del pueblo de Nubia".

## Hijos
Los eruditos chiitas han mencionado a cuatro hijos llamados Hassan, Muhammad, Hussein y Ya'far al-Hadi. También se le ha atribuido una hija a quien el Sheij Mufid ha llamado Ayisha e Ibn Shahr Ashub la ha llamado Eliyah.
Los historiadores sunitas también consideran que los hijos de al-Hadi, décimo imán de los chiitas, son cuatro hijos y una hija.

## Nombres y títulos
Su nombre era Ali y sus títulos famosos eran Naghi y Hadi. Sus otros títulos son Aalím, Amin, Askari, Faghih, Alim y Tayyib. Su padre le puso la kunya de "Abu ul-Hasan" en honor a la kunya de su abuelo, Ali ibn Musa al-Rida, y la de su bisabuelo, Musa ibn Ya'far; Y para no confundir a estos tres "Abu ul-Hasan", los historiadores suelen llamar a Musa ibn Ya'far Abu ul-Hasan I, y a Ali ibn Musa al-Rida Abu ul-Hasan II y a al-Hadi Abu ul-Hasan III. Los chiitas también llaman a al-Hadi y a su hijo Hassan "lmamain Askariyain", porque estaban bajo el control de los califas abasíes en la ciudad militar de Samarra.

## Biografía
Según las informaciones más precisas nació en 828 en un pueblo cerca de Medina llamado Sarya. Era hijo del noveno imán chiita, Muhammad al-Taqi, (también conocido como Imam Muhammad al-Jawad), y de Samanah o Susan de origen bereber (del noroeste de África). Su padre le otorgó el apellido Abul-Hasan, después del apellido otorgado a su abuelo Ali al-Rida y su bisabuelo Musa al-Kadhim. Para diferenciar entre estos tres Abul Hasan, los narradores usualmente llaman a Musa al-Kadhim, Abul Hasan primero, a Ali al-Rida, Abul Hasan segundo y a al-Hadi Abul Hasan tercero.
Vivió en Medina hasta el reinado de Al-Mutawákkil, que llevó a cabo una política anti-chiita. En una fecha entre 847 y 849 el califa envió a Yahya ibn Harthama a detenerlo y llevarlo a Samarra, quedando bajo vigilancia hasta su muerte. Tuvo como bab a Muhammad ibn Uthman al-Amri (muerto hacia 917) hijo de Uthmán ibn Saíd que había sido bab y wakil (abogado) de los imanes octavo y noveno.
Cuando su padre, Muhámmad Ibn Ali murió, él estaba en Medina y también, como su padre, llegó a ser Imán de los chiitas en la infancia, a la edad de ocho años. Y según el consejo de su padre, él fue su sucesor y su heredero. Los seguidores de Muhámmad Ibn Ali, aceptaron el liderazgo de su hijo. Un grupo pequeño, eligió a su hermano (Musa) como su líder, pero Musa no aceptó esta elección, y este grupo, de nuevo, eligió a Ali Ibn Muhámmad como líder.
Ali Ibn Muhámmad vivió en la época de seis gobernantes abasíes:
- Al-Mu'tasim
- Al-Wathiq
- Al-Mutawákkil
- Al-Muntasir
- Al-Musta'in
- Al-Mu'tazz

El periodo de la vida del Imam Hadi coincidió con la gobernación de algunos califas abasíes. La injusticia y tiranía de estos califas causó una profunda insatisfacción del pueblo, lo que provocó el debilitamiento de la base del poder político de los califas. Desde el periodo del Imam Yavad, los gobernadores abasíes aumentaron la presión contra la familia del profeta.
Antes del liderazgo de Mutawákkil, vivió en Medina con tranquilidad, pero éste, para proteger su gobierno, comenzó a luchar y molestar a Ali Ibn Muhammad y a los chiitas. La mala política de Mutawakkil con los alíes causó problemas a Ali Ibn Muhámmad.
Durante el reinado de Mutawakkil, el santuario de Hussein ibn Ali fue destruido por orden del califa, y el décimo imán chiita, Hadi, fue convocado de Medina a Samarra, la capital de Mutawakkil, con su hijo Hassan Askari para estar bajo la supervisión del califa. Mutawákkil no se abstuvo de ningún medio de acosarlo o faltarle el respeto.
Los informes indican que los imanes fueron severamente presionados en Samarra y que los chiitas en Irak y el Hiyaz vivían en condiciones difíciles. Montaser, el hijo y sucesor de Mutawakkil, abolió estas políticas y, como resultado, Hadi encontró más libertad. Las políticas de Mutawakkil continuaron durante la época de Musta'in. Hadi estaba bajo la supervisión de los espías del califa. Según Mojan Mo'men Mutawakkil, intentó matarlo al menos una vez, pero su plan se vio milagrosamente frustrado.
El gobernador de Medina, Abdolah Ibn Muhammad Ibn Davod Hashemi, escribió una carta a Mutawakkil, informándole de las actividades de Ali Ibn Muhammad y sus seguidores. Concretamente le acusó de la posesión de dinero, armas y escrituras prohibidas. Por su parte, Ali Ibn Muhammad escribió una carta a Mutawakkil para defenderse de las denuncias del gobernador de Medina. Finalmente, Mutawakkil desalojó al gobernador de Medina y respetó a Ali Ibn Muhammad, pero le pidió que fuera con su familia a su ciudad.
En el mes de Ramadán de 233 de la Hégira entró en Samarra. Cuando Ali Ibn Muhammad llegó a Bagdad, muchas personas de la ciudad, estaban esperando para verle, y el nabab de la ciudad fue a visitarle y estuvo con él hasta medianoche. El Califa no tenía cita con él en el día de entrada, pero al día siguiente destinó una casa para Ali Ibn Muhammad. El resto de su vida se quedó en Samerra, aunque él dijo: «yo no he venido a esta ciudad voluntariamente».
Los imamíes reconocieron como sucesor a su hijo Hasan al-Askari.

## Características morales
Ali al-Hadi fue reverenciado por su piedad y humildad. Según lo que se registra en los libros históricos de Ya'qubi y Mas'udi, se le describe como un líder tranquilo y alegre que, a pesar de ser perseguido por Mutawákkil, no paraba de ser paciente y mantenía su dignidad. Lo que hizo popular al Hadi ante la gente fue su profunda relación con Dios y sus hermosos adornos de atributos morales. Aquel sublime, recitaba tan hermoso el Corán, que cada persona que lo escuchaba sentía su fuerte influencia. Aquel Imam considera que la mejor acción es servir al pueblo y, por eso, se mostraba contrario al comportamiento de los califas abasíes.
Uno de los atributos más destacados de los imames era la paciencia; Porque tenían muchos tratos con la gente y tenían que ser pacientes para guiarlos a abrir la puerta de felicidad para ellos.
Los discursos del Imam Hadi eran tan influyentes que su maestro se interesó en su discurso cuando era niño.
Era amable y siempre trataba de resolver los problemas de la gente, y en una época en la que la dureza del gobierno con los chiitas había alcanzado su punto máximo, luchaba para ayudar a los demás.
La Familia del Profeta del Islam era conocida por su generosidad. A veces daban tanta limosna que su comportamiento se consideraba un milagro. Por eso se ha dicho sobre Ali Naqi: "La caridad del Hadi fue tan grande que nadie, excepto los reyes, pudo hacerlo y la cantidad de sus regalos no había sido vista por nadie hasta entonces".
Ali Naqi fue el gran líder de los chiitas y la más grande persona de su familia en su época. Todos los ingresos islámicos estaban a su disposición y podía pagarlos; Porque de acuerdo con los versículos del Corán, tenía derecho a usarlos, pero como sus padres, quería usar los frutos de su trabajo y satisfacer las necesidades de su vida con su trabajo.
Ali ibn Hamzah dice al respecto: "Vi a Abu al-Hasan (hadi) trabajando duro en la agricultura; De tal manera que el sudor fluía de su cabeza y rostro. Le pregunté: ¿Dónde están tus trabajadores? Él respondió: ¡Oh Ali ibn Hamza! quienes que eran superiores a mí y a mi padre, se dedicaban a la agricultura. Pregunté de nuevo: ¿A quiénes se refiere? Dijo: El Profeta del Islam, Ali ibn Abi Talib, y todos mis padres y mi familia trabajaban. La agricultura es una de las obras de los profetas, mensajeros, sus sucesores y dignos.

## La posición del conocimiento
Con respecto a la importancia que Hadi atribuía a los sabios, Qarashi cita una narración de Al-Ihtijaj de Tabarsi. Según esta narración, Hadi estaba sentado en una reunión con los ancianos de Bani Hashim cuando un sabio entró. Hadi se levantó y lo puso a su lado y le mostró mucho respeto, por lo que los hachemitas presentes en la reunión protestaron por qué Hadi prefería a ese sabio a los ancianos de Bani Hashim. Hadi les advirtió que siguieran el ejemplo de este versículo del Corán: "¿No te sorprende que quienes recibieron parte del libro [judíos y cristianos] rechazan juzgar sus asuntos según el libro de Dios?"(3:24).
Luego, para justificar su acción, citó versículos del Corán, tales como: ¡Oh, creyentes! Cuando se les dice: "Hagan un lugar en las reuniones, háganlo, para que Dios les haga a ustedes un lugar". Y si se les dice: "¡Levántense!" Levántense (58:11). Sepan que Dios elevará en grados a los creyentes y a quienes agracie con el conocimiento. Y el verso: " ¿Son iguales los que saben y los que no saben?" (39:9).
Según Hadi, Dios, como prefería al creyente al no creyente, consideraba al creyente sabio superior al creyente no sabio, pero no le dio tal superioridad al linaje familiar
Para insultar y debilitar a Hadi, Mutawakkel Abbasi convocó a dos sabios llamados "Yahya Ibn Akzam" e "Ibn Sekkit" para organizar una reunión científica con Hadi. En la reunión, Mutawákkil le pidió a Ibn Sekkit que hiciera sus preguntas.
Según los historiadores una de las preguntas que Ibn Sekkeit le hizo a Hadi para desafiar a él en presencia de eruditos religiosos y en el palacio de Mutawákkil, fue ¿Por qué Dios envió a Moisés al pueblo con un bastón y una mano iluminada y blancaa , a Jesús con la curación de los ciegos y los malatos y la resurrección de los muertos, pero a Mahoma con el Corán y la espada?
Según Hadi, la diferencia entre los milagros de los profetas está relacionada con la diferencia de las condiciones de sus épocas. En la época de Moisés, prevalecía la magia, y la mano iluminada y blancaa y el bastón de Moisés tenían que contrarrestar y derrotar a los hechiceros; En la época de Jesús, prevalecía la medicina, y Jesús tuvo que desafiar a los médicos curando a los ciegos y leprosos y resucitando a los muertos; Y en la época de Mahoma, prevalecían la poesía y la espada; Entonces Mahoma superó su poesía con el Corán y derrota su espada con su espada.
Ibn Sekkit dijo: Lo juro por Dios, nunca he visto como tú y esta es la verdadera respuesta. Luego Yahya ibn Akzam hizo preguntas dispersas y le pidió a Ali al-Naqi la respuesta por escrito, y él respondió todas las preguntas correctamente.

## Alumnos
Sheij Tusi dice: los alumnos de Ali Ibn Muhámmad fueron 185 personas. Los alumnos más famosos son:
- Abdol Azim Hasani: Era un descendiente del Profeta del Islam, cuyo linaje se remonta a Hassan Ibn Ali Ibn Abi Tálib. Hadi lo aprobó científicamente y doctrinalmente.[28]
- Hasan Ibn Rashed: Hadi le deseó divina misericordia y perdón y describió su vida y su muerte como buenas.[29]
- Uthmán Ibn Saíd al-Amri: Ali al-Naqi y su hijo Hassan Askari confiaban en él.[30]
- Fazl Ibn Shazan: Era uno de los grandes teólogos chiitas del siglo III d.h.[31]
- Hussein Ibn Saeid Ahwazi: Era uno de los compañeros del Rida, el Yawad y el Hadi. Es considerado uno de los grandes narradores y sus narraciones gozan de especial prestigio y reputación entre los juristas chiitas.[32]
- Ayyub Ibn Nuh: Era el abogado del Hadi y del Hassan Askari y ha narrado muchas narraciones del Hadi. El Hadi dijo sobre él a Amr bin Saíd Madaeni: ¡Oh Amr! Si te gusta un hombre del Paraíso, mira a este hombre (Ayub bin Nuh).[33][34]
- Ali Ibn Mahziyar Ahwazi: Era uno de los famosos juristas, narradores y sabios chiitas y uno de los compañeros de tres imanes, Rida, Yawad y Hadi.[35]
- Ali ibn Ya'far Hamani: Era un hombre de confianza y un científico, y representó al Hadi y al Hassan Askari.[36]
- Ibrahim Ibn Abduh Neyshaburi: Era uno de los compañeros del Hadi y más tarde el abogado del Imam Hassan Askari en Neyshabur.[37]

## Actividades
En Samarra, Ali Ibn Muhammad, a pesar de las limitaciones impuestas por el gobierno abbasí, podía caminar por la ciudad y tener relación con la gente. Tenía relación con sus delegados, y recibía cartas de los chiíes y dinero por ellos. Pero a lo largo del tiempo por las rigurosidades de Mutawákkil no pudo llevar su vida social más lejos.
Aunque en su época, no era libre para realizar todas las actividades que hubiera querido, tuvo algunas importantes, como discutir, escribir cartas, contestar a las preguntas de los chiitas, educar a los alumnos y enseñar en asuntos islámicos. Se conservan varias narraciones de Ali Ibn Muhammad sobre los actos del hombre y sobre los derechos de la gente y los animales. También Ziyarat Yameh Kabirah se refiere a él.
Uno de los objetivos importantes y esenciales del Imam Hadi fueron sus esfuerzos para fundar una comunidad dinámica y consciente. Ello comenzó indirectamente una serie de actividades culturales, educativas y de lucha contra el régimen de los abasíes. Él utilizó la más pequeña oportunidad para mostrar la ilegalidad del gobierno abasí y evitó cualquier cooperación de los musulmanes con ellos.

## La red de comunicación de abogados
Entre los califas abasíes, Ali ibn Muhammad era más contemporáneo de Mutawákkil Abbasi. Mutawákkil era muy abusivo y violento con Bani Hashim, y odiaba tanto a Ali ibn Muhammad que si supiera que alguien estaba interesado en Ali, lo mató y confiscaba su propiedad.
Por tal motivo, Ali al-Naqi realizaba en secreto sus actividades y comunicaciones con sus seguidores en la época de Mutawákkil, y en ese sentido, tenía que formar una red de comunicación de representantes en diferentes ciudades. Ali al-Naqqi nombró representantes en diferentes regiones para responder a las preguntas y dudas de la jurisprudencia y la ideología, así como para recibir obsequios, jums y zakat como abogado del Imam.
Los imanes se comunicaron con los abogados a través de cartas enviadas por personas de confianza. Muchas de las cuestiones jurisprudenciales y teológicas disponibles se han obtenido a través de estas cartas. Pero Mutawákkil Abbasi detenía violentamente a los seguidores de Ali al-Naqqi utilizando la fuerza militar y realizando operaciones militares, y torturaba y asesinaba a algunos de ellos. Aunque estas medidas de Mutawakel causaron un gran daño a  la red de comunicación, Ali Al-Naqi la mantuvo activa con su inteligencia y tacto.
Después de la muerte de Mutawákkil, se levantó un poco de presión sobre los chiitas. Por lo tanto, Hadi fortaleció la organización de abogados en diferentes regiones. Cuando arrestaron a cada abogado, Hadi reemplazaba a otro.
Según Yasim Husein, las ciudades donde estaban presentes los abogados se dividieron en cuatro regiones; La primera región incluía Bagdad, Madaín, Savad y Kufa; La segunda región fue Basora y Ahwaz; La tercera región fue Qom y Hamedan; Y la cuarta región fue Hiyaz, Yemen y Egipto

## Milagros
Hay muchas narraciones populares sobre los milagros de Ali Ibn Muhammad. El número de estos supuestos milagros es mayor que el de los otros imanes chiitas. Se dice que sabía hablar en muchos idiomas, preveía la muerte de las personas y daba noticia de cuando se avecinaba tormenta. Asimismo se dice que una vez anatematizó a Mutawákkil, y le avisó de su próxima muerte, ocurriendo que después de tres días murió por el anatema. También se ha narrado que una vez, Ali Ibn Muhammad ordenó a unas piedras que se convirtieran en oro y se las dio a un pobre.
La historia de algunos de los milagros es la siguiente:
1. Abu Hashim Ya'fari dice: Un hombre de la ciudad de Samarra contrajo lepra en la piel, tanto que la vida se volvió amarga y miserable para él. Un día, uno de sus amigos llamado Abu Ali al-Fehri le dijo: "Si vas a Hadi y le pides que ore por ti, si Dios quiere, tu enfermedad mejorará". Un día, cuando Hadi regresaba de la casa de Mutawákkil, el hombre enfermo se sentó en el camino de Hadi y tan pronto como lo vio, quería acercarse a él y pedirle que orara por él, pero antes de hacerlo sin decir nada, Hadi dijo esta frase tres veces y oró: "Que Dios te sane". Abu Ali al-Fehri le dijo al enfermo: "Hadi oró por ti antes de que se lo pidieras. "Ve, definitivamente te pondrás bien pronto." El enfermo regresó a su casa, durmió por la noche y cuando se despertó por la mañana, no había ningún síntoma de enfermedad en su piel.
2.Hashim ibn Zayd dice: Vi con mis propios ojos que un ciego fue llevado a Hadi y lo curó. Y también vi que hizo un pájaro de barro, y sopló en él, y el pájaro cobró vida y se fue volando. Le dije a Hadi: "¿No hay diferencia entre tú y Jesús?" Él respondió: "Yo soy de él y él es de mí".
3. Saíd bin Sahl Al-Basri dice: Un día, Hadi fue invitado a una fiesta por el nacimiento de uno de los hijos del califa abasí. Hadi y yo entramos en sala de la reunión. La audiencia se quedó en silencio cuando vieron a Hadi, pero había allí un joven en que no respetaba a Hadi y estaba entre risas y tonterías. Hadi le dijo en ese momento: "Te estás riendo mucho y eres indiferente al recuerdo de Dios, mientras que estarás en el cementerio tres días después". El joven se puso silencio y no dijo nada. Contamos los días, exactamente tres días después el joven murió y fue enterrado el mismo día.

## Al-Hadi desde el punto de vista de los eruditos sunitas
Zahabi uno de los grandes eruditos sunitas, Dice sobre Ali al-Hadi: "Hadi era un hombre con honor y gloria."
En otro libro, Zahabi dice sobre Hadi: "El Imam Hadi tenía 40 años y murió en Samarra. Era un sabio, líder y devoto".
Ibn Kazir al-Damishqi dice en la biografía de Ali al-Naqi: "Fue uno de los doce imanes chiítas. Era devoto y asceta. Un día alguien escribió una carta a Mutawákkil Abbasi diciéndole que Hadi había recogido armas en su casa y estaba pensando en un levantamiento contra ti. Mutawákkil ordenó a los oficiales que fueran a su casa. Aunque no se les permitió entrar a la casa de Hadi, entraron por la pared de la casa y vieron que Hadi estaba sentado en el suelo en una esquina de la habitación y rezando."
Ibn Sabbag al-Maliki escribe sobre Hadi: "Las virtudes de Hadi se han extendido a las estrellas. Si se habla de misericordia, gracia y alabanza, Hadi tiene el rango más alto de todos, y si se habla de auto-purificación y buenas costumbres, en todos estos casos el espíritu puro del Hadi tiene la más alta posición de buena purificación y buen moral."
Ibn Hayar al-Hayzami: "Hadi heredó el conocimiento y la generosidad de su padre".
Shabrawi: "Se han registrado muchos milagros de Hadi".
Jair al-din Zerekli: "El Imam Hadi fue una de los religiosas y virtuosos de su época".

## Unas narraciones de al-Hadi
1. "El mundo es como un mercado en el que unas personas se benefician y otras sufren pérdidas".
2. "El egoísmo y el orgullo impiden que el hombre busque el conocimiento  y lo conducen a la humillación y la ignorancia".
3. "Quien sea egoísta, se aumentarán sus enemigos".
4. "Las personas en el mundo serán famosas por sus riquezas, pero en el Más Allá serán recompensadas por sus obras".
5. "El ridículo y las bromas inútiles son obra de gente ignorante".
6. "No estás a salvo de lo que no respete a sí mismo."
7. "Cualquiera que sea obediente y seguidor de Dios no se preocupa por la ira de la gente".

## Muerte
Hadi fue envenenado y asesinado durante el reinado de Mu'taz Abbasi. El historiador Ibn Shahr Ashub ha narrado de Ibn Babavaih que el califa Mutamid Abbasi le dio veneno. Sheij Mofid ha dicho que fue asesinado en el mes de Rayab en 254 hégira después de 20 años y 9 meses de residencia en Samarra, a la edad de 41 años. Algunas fuentes mencionan su muerte en 3  de Rayab y otras en 25 o 26 Yumada al-Zani.
Hassan Askari asistió al funeral de su padre Hadi. El cuerpo de Hadi fue colocado en el camino frente a la casa de Musa ibn Baga. Antes de que el califa abasí asistiera al funeral, Hassan Askari oró por el cuerpo de su padre. Luego, Hadi fue enterrado en una de las casas donde estuvo encarcelado. Se dijo que la multitud era muy grande y el clima era muy caluroso, y esto presionba a Hassan Askari.
Ali Ibn Muhammad murió en la cárcel, donde estaba por orden de Al-Mu'tazz, el 3 de Rayab del año 254 de la hégira, con 41 años de edad. La duración del Imanato (liderazgo) de Alib Ibn Muhamad fue de 33 años.

## Santuario de Askariyain
Hadi fue enterrado en su casa de Samarra. La tumba de Hadi y su hijo Hassan Askari en Samarra se conoce como el santuario Askariyain. Después de enterrar a Hadi en su casa, Hassan Askari nombró un sirviente para la tumba de su padre.
En el año 333 hégira Nasser al-Dawla Hamdani le construyó una cúpula y una casa de huéspedes para alojarse sus peregrinos. Durante el reinado de al-Buyah, Mu'izz al-Dawlah y Azod al-Dawlah construyeron edificios e instalaciones para la tumba y la reconstruyeron. En 1956, se instaló en él un cúpula de oro y plata.
Los santuarios de Ali al-Naqi y Hassan Askari fueron destruidos dos veces. En el primer ataque del 24 de marzo de 2006, la cúpula y parte de los minaretes del santuario fueron destruidos por un bombardeo en el centro de la cúpula. El segundo ataque tuvo lugar el 13 de junio de 2007, cuando los minaretes fueron destruidos. Comenzó su reconstrucción en 2010 y la terminó en 2015. El zarih también fue construido por Ali Sistani, el líder religioso de los chiitas iraquíes.